# Antonio Tambosi
Antonio Tambosi (27. července 1853 Trento – 6. února 1921 Trento) byl rakouský politik italské národnosti z Tyrolska (respektive z Jižního Tyrolska), na počátku 20. století poslanec Říšské rady.

## Biografie
Studoval v Mnichově. Byl veřejně a politicky činný. Od roku 1884 pobýval v Trentu, kde se toho roku stal prezidentem tamní alpinistické společnosti. Byl též viceprezidentem obchodní a živnostenské komory. Působil jako velkoprůmyslník. Po otci převzal textilní továrnu. Zastával funkci starosty Trenta, v níž působil od roku 1895 a znovu v letech 1911–1912. Od roku 1894 byl členem obecní rady. Do funkce starosty byl zvolen roku 1895 jednomyslně poté, co zemřel dosavadní starosta Paolo Oss Mazzurana. Tambosi se snažil prosadit výstavbu železniční trati Trento-Malè a Lavis-Molina. Na starostenský post rezignoval roku 1898, ale již v roce 1899 byl opět zvolen. Následujícího roku pak rezignoval na protest proti politice německé etnické většiny v Tyrolsku. V roce 1911 se do funkce vrátil.
Působil i jako poslanec Říšské rady (celostátního parlamentu Předlitavska), kam usedl ve volbách roku 1901 za kurii městskou v Tyrolsku, obvod Trento, Cles, Fondo, atd. Rezignace byla oznámena na schůzi 26. září 1905. V parlamentu ho pak nahradil Giuseppe Silli.
Ve volbách do Říšské rady roku 1901 se uvádí jako italský liberální kandidát. Je zachycen na fotografii, publikované v květnu 1906 (ovšem pořízené cca v roce 1904), mezi 18 členy poslaneckého klubu Italské sjednocení (Italienische Vereinigung) na Říšské radě.
Koncem roku 1914 se stal prezidentem italské Národní ligy. Patřil mezi hlavní představitele italského iredentismu.
Za první světové války byl rakouskými úřady souzen pro velezradu. 25. října 1916 byl odsouzen na sedm let do vězení a k vyhoštění, v roce 1917 byl ovšem amnestován, nicméně nadále měl být omezen v pohybu. Po válce byl členem italské delegace na pařížské mírové konferenci. Do Paříže ho jako odborníka na otázky Tyrolska povolal premiér Vittorio Emanuele Orlando.
Podle některých zdrojů byl roku 1920 nominován na člena italského senátu. A měl skutečně zasedat v senátu Italského království. V databázi senátorů ovšem jeho jméno nefiguruje. Zemřel totiž ještě před složením senátorského slibu, v únoru 1921.